# Вилсон (Оклахома)
Вилсон (енгл. Wilson) град је у америчкој савезној држави Оклахома.

## Демографија
По попису из 2010. године број становника је 1.724, што је 140 (8,8%) становника више него 2000. године.
| Група             | 2000.         | 2010.         |
| Белци             | 1.405 (88,7%) | 1.469 (85,2%) |
| Афроамериканци    | 4 (0,3%)      | 3 (0,2%)      |
| Азијати           | 7 (0,4%)      | 4 (0,2%)      |
| Хиспаноамериканци | 29 (1,8%)     | 54 (3,1%)     |
| Укупно            | 1.584         | 1.724         |